# Axel Fauser
Axel Arthur Fauser (* 9. Mai 1948 in Hechingen) ist ein deutscher Hämatologe, der in Zusammenarbeit mit Hans Messner eine gemeinsame Vorläuferzelle unterschiedlicher Blutzelllinien des menschlichen Blutes nachgewiesen hat.

## Leben
Axel Fauser studierte Medizin an der Universität Freiburg im Breisgau und promovierte 1975. Nach Forschungstätigkeit an der University of Toronto habilitierte er 1983 auf dem Gebiet der Hämatologie in Freiburg. Danach war er am Royal Victoria Hospital der McGill University in Montreal und seit 1987 in Freiburg tätig. Auf Initiative der Stefan-Morsch-Stiftung gründete er 1994 eine auf Stammzelltransplantation spezialisierte Klinik am Krankenhaus Idar-Oberstein der Saarland-Heilstätten und war deren Leiter bis zur Schließung im Jahr 2010.
Auf der Grundlage der Forschungsergebnisse von Ernest McCulloch und James Till an Knochenmarkszellen der Maus entwickelten Fauser und Messner einen funktionellen Assay, der erlaubt, den Prozess der Vermehrung und Differenzierung humaner hämatopoetischer Stammzellen in-vitro zu analysieren. Sie konnten damit 1978 erstmals zeigen, dass eine pluripotente Vorläuferzelle existiert, die Kolonien unterschiedlicher Blutzelllinien generiert. Vorläuferzellen dieser Kolonien werden als vom Typ CFU-GEMM (koloniebildend für Granulozyten, erythropoetische Zellen, megakaryopoetische Zellen und Monozyten) bezeichnet. Ihnen fehlt die volle Fähigkeit von Stammzellen zu Selbsterneuerung, denn Tochterkolonien haben nicht dieselbe Zusammensetzung. Der Assay wurde eingesetzt, um die Entstehung von Leukämien zu untersuchen und um Faktoren zu finden, die in der Frühphase einer Stammzelltransplantation wirken.